# Full Length
Full Length è l'album d'esordio dei Guttermouth, pubblicato nel 1991.
L'album fu originariamente pubblicato nel formato LP ma fu successivamente distribuito in versione CD con l'aggiunta di altre canzoni. Nel 1996 è stato ripubblicato dalla Nitro Records con il titolo The Album Formerly Known as Full Length LP.
Grazie a questo album i Guttermouth hanno iniziato a farsi conoscere per il loro stile musicale veloce e diretto.

## Tracce
Tutte le canzoni sono scritte dai Guttermouth eccetto dove indicato
1. Race Track
2. No More
3. Jack La Lanne
4. Where Was I?
5. Old Glory
6. I'm Punk
7. Mr. Barbeque
8. Bruce Lee vs. the KISS Army
9. Chicken Box
10. Carp
11. Toilet
12. Oats
13. 1, 2, 3...Slam!
14. I Used to be 20 (scritta dai Dayglo Abortions con il titolo I Used to be in Love)
15. Reggae Man
16. Chicken Box (again)*
17. Just a Fuck*
18. Hypocrite*
19. Marco-Polo*
20. Under My Skin*
21. Gas Out*
22. No Such Thing*
23. Malted Vomit*
24. Ghost*

*Le tracce 16-24 sono incluse unicamente nella ristampa del 1996. Le tracce 16-22 fanno parte dei primi due EP della band, Puke e Balls. Chicken Box non è inclusa nella ristampa del 1996.

## Formazione
- Mark Adkins - voce
- Scott Sheldon - chitarra
- Eric Derek Davis - chitarra
- Clint Cliff Weinrich - basso
- James Nunn - batteria